# Nile Rodgers
Nile Gregory Rodgers, född 19 september 1952 i New York, är en amerikansk musiker, kompositör, gitarrist och producent. 
Rodgers var tillsammans med den framlidne basisten Bernard Edwards en av grundarna till den kända R&B/discogruppen Chic. Han har producerat album för bland andra Sister Sledge, Diana Ross, David Bowie och Madonna. 2013 medverkade han som gitarrist och medkompositör på Daft Punks singelhit "Get Lucky". Han har även komponerat filmmusik.
År 2024 tilldelades Nile Rodgers Polarpriset.

## Diskografi (urval)

### Chic
- Chic (1977)
- C'est Chic (1978)
- Risqué (1979)
- Real People (1980)
- Take It Off (1981)
- Soup for One (soundtrack, Chic/various artists) (1982)
- Tongue in Chic (1982)
- Believer (1983)
- Chic-Ism (1992)
- Live at the Budokan (1999)

### Solo
- Adventures in the Land of the Good Groove (1983)
- B-Movie Matinee (1985)
- Outloud (1987)
- Chic Freak and More Treats (1996)

### Producent
| - Norma Jean, Norma Jean Wright (1978) - We Are Family, Sister Sledge (1979) - King of the World, Sheila B. Devotion (1980) - Love Somebody Today, Sister Sledge (1980) - diana, Diana Ross (1980) - I Love My Lady, Johnny Mathis (1981) UNRELEASED - Koo Koo, Debbie Harry (1981) - unknown title, Fonzi Thornton (1982) UNRELEASED - Let's Dance, David Bowie (1983) - Situation X, Michael Gregory (1983) - "Invitation To Dance", Kim Carnes (1983) - Trash It Up, Southside Johnny & The Asbury Jukes (1983) - Original Sin, INXS (1984) - Like a Virgin, Madonna (1984) - "The Reflex", "The Wild Boys", Duran Duran (1984) - "Out Out'", Peter Gabriel (1984) - Flash, Jeff Beck (1985) - She's the Boss, Mick Jagger (1985) - Here's to Future Days, Thompson Twins, (1985) - Do You, Sheena Easton (1985) - When The Boys Meet The Girls, Sister Sledge (1985) - Home of the Brave, Laurie Anderson (1986) - Notorious, Duran Duran (1986) - Inside Story, Grace Jones (1986) - Inside Out, Philip Bailey (1986) - L Is For Lover, Al Jarreau (1986) - "Help Me", Bryan Ferry (1986) - "Moonlighting Theme", Al Jarreau (1987) - "Route 66" [Nile Rodgers Mix], Depeche Mode (1987) - Cosmic Thing, The B-52's (1989) | - Slam, Dan Reed Network (1989) - Decade: Greatest Hits, Duran Duran (1989) - So Happy, Eddie Murphy (1989) - Workin' Overtime, Diana Ross (1989) - Family Style, Vaughan Brothers (1990) - Move To This, Cathy Dennis (1990) - 1990, Olé Olé (1990) - The Heat, Dan Reed Network (1991) - Fireball Zone, Ric Ocasek (1991) - "Real Cool World", David Bowie (1992) - Good Stuff, The B-52's (1992) - Black Tie White Noise, David Bowie (1993) - Your Filthy Little Mouth, David Lee Roth (1994) - Azabache, Marta Sánchez (1997) - Us, Taja Sevelle (1997) - Samantha Cole, Samantha Cole (1997) - On And On, All-4-One (1998) - Everything is Cool, SMAP (Japan) (1998) - Su Theme Song,SMAP (Japan) (1998) - Great Long While, Strangefolk (2000) - Just Me, Tina Arena (2001) - Dellali, Cheb Mami (2001) - "We Are Family", Nile Rodgers All Stars (We Are Family Foundation) (2001) - Only A Woman Like You, Michael Bolton (2002) - Shady Satin Drug, Soul Decision (2004) - Astronaut, Duran Duran (2004) - Evolution, MorissonPoe (2007) - Honey boy, Benjamin Ingrosso (2024) |

### Soundtracks
- Soup For One (1982)
- Alphabet City (1984)
- Coming to America (1988)
- Earth Girls Are Easy (1989)
- White Hot (1989)
- Beverly Hills Cop III (1994)
- Blue Chips (1994)
- Public Enemy (1999)
- Rise of Nations (2003) Game
- Halo 2 Soundtrack (2004) Game
- Perfect Dark Zero (2005) Game
- Halo 3 Soundtrack (2007) Game

## Filmografi (urval)
- 2001 – Rush Hour 2
- 1994 – Snuten i Hollywood III
- 1988 – Kroppskontakt av värsta graden
- 1988 – En prins i New York